# Ahmed Maâninou
Pour les articles homonymes, voir Maâninou.
 (novembre 2012).
Hadj Ahmed Maaninou (1906 - 11 mai 2003) est un nationaliste, résistant, panarabiste et démocrate marocain. Mohammed VI, roi du Maroc dans sa lettre de condoléances adressée à la famille du défunt : « ... Le Maroc a perdu une personnalité qui avait un rôle notable dans l'histoire du mouvement national marocain et dans la lutte par l'action et la plume pour l'avènement de la liberté et de l'indépendance ...) ».

## Biographie

### Adolescence
Né à Salé au Maroc, rue Léblida, en 1906, Ahmed Maâninou est le cadet d’une famille de huit enfants, d’origine andalouse. Orphelin à l’âge de six mois, il est élevé par sa tante maternelle devenue la femme de son père.
Ahmed a suivi le cursus traditionnel des études islamiques. Dès l’âge de cinq ans, il intègre l’école coranique du quartier « msid », pour apprendre par cœur tous les versets du Coran. Puis il poursuit ses études dans quelques zaouias et à la Grande Mosquée de Salé aux côtés des grands théologiens et oulémas de l’Exégèse du Coran, du Hadith, de la grammaire, du droit et de la théologie. La fin de ses études a été couronnée par l’obtention d’une licence « Ijaza » verbale qui lui a été accordée par le « fkih » Ahmed al-Jariri. Au cours de son premier voyage au Moyen-Orient, il a obtenu une « Ijaza » écrite du grand imam de Damas, le « Cheikh » Badr Eddine Al Housni.
Avec les autres élèves du msid, il participe involontairement à la marche de protestation des artisans de la ville contre l’institution par le protectorat, en 1920, d’une patente connue sous le nom de « Daribat Al Akiab ». 
Il assiste à la zaouïa Naciria de Rabat à quelques conférences du grand salafiste le cheikh Abou Chouaïb Doukkali, et surtout du alem Mohamed Ibn Housni Madani qui ont beaucoup aidé les jeunes dans leur émancipation culturelle.
L’influence des oulémas du Proche-Orient sur la jeunesse arabe a été très grande. Les écrits des grands théologiens du monde musulman tels que Djemâl ad-Dîn al-Afghâni et Mohamed Abdou appelaient à un retour aux sources d’un islam libéré de l’influence des colonisateurs.
Lors d’une visite en compagnie de son père à la zaouïa Derkaouiyya située aux abords du Rif, en 1924, il entend pour la première fois les coups de feu et apprend beaucoup sur la révolte armée de Abdelkrim el-Khattabi contre les occupants français et espagnols.
L’année 1927 a vu la création de l’Association littéraire musulmane de Salé « Annadi Al Adabi Al Islami » qui groupe les élèves de l’école de fils de notables et ceux des écoles religieuses de la ville. Elle constitue une bibliothèque ouverte aux jeunes, organise des conférences-débats et des voyages dans différentes régions du Maroc. Ahmed participe activement à la propagation des idées nobles de cette association.
L’année suivante, sous l’égide d’Abdellatif Sbihi, une troupe théâtrale d’amateurs est créée groupant des jeunes du Annadi Al Adabi. Elle donne des représentations, à Salé et Rabat, des pièces théâtrales à résonance patriotique puisés des épisodes illustres du monde arabo-musulman. Ahmed participe à l’organisation des spectacles.
En 1930, Ahmed âgé de vingt-quatre ans seulement, entame un long voyage en direction de La Mecque pour accomplir le pèlerinage. Lors de la première escale du bateau à Marseille, il envoie son premier article qui est publié dans le journal Assaada, le seul quotidien national en arabe au Maroc. À Alexandrie, il rencontre son cousin Mustapha As-Slaoui. À Beyrouth, sa grande surprise est de trouver un nombre important de revues et de journaux en vente libre. Après un cours séjour à Damas, il arrive enfin à Médine puis à La Mecque pour accomplir son pèlerinage.

### Le nationaliste
De retour à Salé, Ahmed Maâninou est vite informé par les jeunes nationalistes du Dahir berbère qui est publié le 16 mai 1930 et qui instaure une division ethnique entre Arabes et Berbères pour mieux encrer la politique coloniale au Maroc. Après plusieurs concertations avec ses amis : Mohamed Hassar, Abdellatif Sbihi, les frères Saïd et Abdelkrim Hajji, Mohamed Chémaou et Abdeslam Aouad, ils décident d’utiliser le « Latif », comme arme religieuse pour sensibiliser les gens sur le danger que constitue ce Dahir.
Le 27 juin 1930, après l’arrestation de tous ses amis, Ahmed Maâninou arrive à convaincre l’imam de la Grande Mosquée de Salé, Hadj Ali Aouad de terminer la prière de ce vendredi par la lecture du « Latif ». Tous les fidèles scandent à haute voix la phrase suivante : « O Sauveur, épargne nous les mauvais traitements du Destin et ne nous sépare pas de nos frères berbères ». Cette prière du Latif constitue le point de départ des manifestations religieuses qui se propagent de ville en ville dans tout le pays. Ce jour est considéré comme le jour de l’éclosion du nationalisme marocain.
Le 28 août, une centaine de nationalistes se sont retrouvés dans la demeure de Ahmed Lahrech pour rédiger et signer la pétition de protestation contre la publication de ce fameux Dahir parmi lesquels figure Ahmed Maaninou, pétition adressée au Grand vizir.
Au premier anniversaire de la lutte contre ce Dahir, Maaninou participe à Fès, avec un groupe de jeunes dirigé par Brahim Ouazzani, à la distribution des premiers tracts arrivés secrètement du Caire, appelant à la poursuite de la contestation contre ce Dahir.
Ahmed Maaninou donne ses premiers cours à un groupe d’enfants à la mosquée de la rue Herarta. La présence parmi eux du fils du Moufti de Salé, Abderrahmane Benabdenbi, est un signe de confiance très encourageant pour lui. À la création de la première école nationale libre de Salé en 1932, il fait partie des enseignants volontaires qui tentent de structurer l’enseignement primaire tout en préservant son caractère national.
À la suite d’un litige avec le directeur, il fonde en 1933, avec Boubker el-Kadiri, une nouvelle école libre. En 1937, pour des raisons politiques, il crée, dans une maison offerte par Al Hadj Talbi, une autre école moderne avec un tableau, des bancs et des bureaux.
L’année 1932 voit la création de la première association religieuse et politique au Maroc. Appelée « Association pour la sauvegarde du Coran », elle groupe au sein de son premier bureau trois élèves expulsés de l’école publique de Salé pour leur participation à la contestation contre le dahir berbère : Abdeslam Bensaid, Mohamed Bakkali et Mohamed Kadiri, ainsi que Ahmed Maaninou, Boubker el-Kadiri et à sa présidence l’imam Hadj Mohamed Aouad.
À l’initiative du jeune Mohamed Hassar, la commémoration de la première fête du trône à Salé le 18 novembre 1933 a un grand succès. Elle est organisée par un comité groupant Idriss Jaidi, Mohamed Maâninou, Mohamed Hajji, Mohamed Alaoui, Hadj Mohamed Aouad, Hadj Ahmed Maâninou, Hadj Boubker Aouad et Mohamed Gharbi. C’est une manifestation de loyalisme au Sultan l’associant à la cause nationaliste. Un an après cette fête est officialisé le Dahir du 26 octobre 1934.
En juillet de la même année, dans la demeure d’Ahmed Hajji, les jeunes nationalistes de Salé, Rabat et Fès célèbrent le premier anniversaire de la revue « Maghreb » publié à Paris et qui défend la cause marocaine. Cette manifestation est l’occasion d’annoncer la parution du premier hebdomadaire national de langue française sous la direction de Mohamed Hassan Ouazzani portant le nom de « L’Action du Peuple ».
Le jour de la fête de « L’Achoura », le 24 avril 1934, une marche de protestation traverse les ruelles de la médina obligeant les gérants de vingt-sept débits de boissons alcoolisées à fermer boutique. Mohamed Hassar et Ahmed Maâninou, meneurs de cette révolte sont condamnés par les autorités du protectorat à deux mois de prison ferme. Une pétition de protestation signée par les notables de la ville est adressée au Sultan.
La première rencontre entre Hadj Ahmed et Allal El Fassi se déroule chez un ami commun Saïd Hajji, à Salé en 1934, pour discuter du « Plan de Réformes Marocaines ». Les jeunes nationalistes salétins refusent d’apporter leur appui à ce projet pour deux raisons. D’abord pour la création du Comité d'action marocaine (CAM) à Fès, sans concertation avec les autres nationalistes du Maroc et aussi pour la non prise en considération, dans la rédaction de ce plan, du projet de réformes préparé par Mohamed Hassar dès 1933 avec l’appui des nationalistes de Salé.
Lors du premier congrès national du CAM, Hadj Ahmed prononce un discours au nom des jeunes nationalistes salétins apportant leur appui à l’union nationale autour de ce projet, faisant fi des discordes internes.
Hadj Ahmed prononce un discours de bienvenue aux congressistes de l’Association des étudiants musulmans de l’Afrique du Nord en France réunis à Rabat le 2 septembre 1936, malgré l’interdiction du résident général. 
Par ordre du contrôleur civil de Salé, Hadj Ahmed est incarcéré une dizaine de jours à la prison Laâlou de Rabat pour avoir applaudi à l’intérieur du tribunal.
Après l’interdiction du congrès du CAM qui doit se tenir à Casablanca et l’arrestation des trois nationalistes : Mohamed Hassan Ouazzani, Allal Fassi et Mohamed Yazidi, à l’instar des autres villes, les nationalistes de Salé organisent une grande manifestation le 17 novembre 1936 avec comme slogans la levée de l’interdiction des journaux et la liberté de la presse. 
Les sentences sont vite tombées sans jugement aucun, Hadj Ahmed qui dirige cette manifestation écope de six mois de prison ferme, Boubker Kadiri de trois mois et un mois pour le reste des organisateurs.
La première grève des tisserons des nattes de Salé, au début de 1937, est soutenu par les jeunes nationalistes de la ville. 
Devant la vague d’arrestations punitives des grévistes, Hadj Ahmed Maâninou et Boubker Kadiri adressent une lettre de protestation au contrôleur civil de Salé pour son refus de la proposition des nationalistes pour trouver une solution équitable à ce problème.
À la suite de dissensions internes le CAM se scinde, en février 1937, en deux mouvements :
Le Parti national pour la réalisation des réformes sous la houlette de Allal Fassi et « Al Haraka al Kawmiya” le Mouvement nationaliste (MN) dirigé par Mohamed Hassan Ouazzani, auquel se rallie Hadj Ahmed.
Pour donner un écho national à la lutte des nationalistes de Meknès qui se révoltent contre le détournement de l’eau de la rivière Abou Fékrane au profit des colons de la région, Hadj Ahmed édite à Salé avec Mohamed Chemaou un numéro spécial du journal Al Widade qui est largement diffusé à Meknès et à travers le Maroc.
À la commémoration à la Grande Mosquée de Salé, le 19 août 1937, de la journée de solidarité avec la Palestine, Hadj Ahmed prononce un discours et présente le lendemain avec des responsables du Mouvement national une pétition de protestation, signée par un grand nombre de notables et de personnalités, à l’ambassade de la Grande-Bretagne à Rabat.

### L’exilé
Obtention miraculeuse d’un passeport le 31 décembre 1937 et nouveau départ de Hadj Ahmed Maâninou vers la Mecque pour le pèlerinage qu’il utilise, comme couverture officielle, pour la défense de la cause nationale et pour réclamer la libération des nationalistes emprisonnés, qu’il entreprend auprès des responsables politiques des pays arabes du Moyen-Orient.
Grâce à sa carte de journaliste du journal Al Maghreb de Saïd Hajji, il obtient un visa pour rentrer au Caire. Son cousin Mustapha Slaoui, résidant en Égypte, lui apporte une aide financière et logistique pour rencontrer plusieurs représentants des associations, des journaux et des partis politiques égyptiens.
Au cours de ses activités politiques en Arabie saoudite, au côté du grand poète marocain Hadj Yamani Nasiri, Hadj Ahmed apprend que les autorités françaises demandent son extradition. À la fin de son pèlerinage, son ami Naciri lui propose de retourner au Maroc, en sa compagnie, pour vivre son exil forcé à Tétouan qui est sous protectorat espagnol.
Accueilli chaleureusement, à Tétouan, par la famille de Hadj Abdessalam Temtamani, Hadj Ahmed coopère au sein du « Parti de l’Unité marocaine » dirigé par Mekki Naciri en coordination avec les responsables du MN de la zone sous occupation française et participe à la rédaction du journal du parti « Al Wahda Al Maghribia » l’Union marocaine.
Hadj Ahmed est recommandé par Mekki Nasiri et nommé par Ahmed Laghninmia pour le poste de secrétaire culturel de l’Institut Moulay Hassan Bel Mehdi de Tétouan où il a enseigné depuis le 11 octobre 1938, les règles de la langue arabe. Il y crée également le Club des Orateurs pour améliorer l’élocution en public des élèves.
Hadj Ahmed participe activement avec Brahim Ouazzani et Mekki Nasiri à la formation accélérée de 41 élèves choisis pour faire partie de la première « Mission marocaine Moulay Hassan Bel Mehdi » et pour intégrer de façon exceptionnelle, les écoles supérieures au Caire sous l'influence de "Beit El Maghrib".
Hadj Ahmed engage, par voie de presse, une guerre sans merci contre les leaders du parti politique « Al Islah Al Watani » dirigé par Abdelkhalek Torrès, pour leur tendance à imiter les méthodes fascistes du parti espagnol franquiste. Le salut hitlérien soulève un grand débat entre les oulémas pour confirmer qu’il n’est pas de pratique entre les musulmans.
Le 17 juin 1940, la radio allemande annonce l’occupation de la capitale française. Hadj Ahmed dirige à l’occasion, avec Brahim Ouazzani, une manifestation qui scande « la France est morte, vive le Maroc ». Ce jour-là, il prononce un discours durant sept heures pour haranguer la foule.
La même année, lors de sa visite au Mausolée de Moulay Abdeslam Ben Mchich Alami, Hadj Ahmed est piqué par un scorpion venimeux. Sa vie est en danger de mort, il ne parle plus et ne peut plus marcher. C’est grâce au dévouement d’un médecin espagnol, Le Docteur Aragon, et l’aide de ses amis qu’il récupère lentement toutes ses fonctions.
Hadj Ahmed quitte définitivement Tétouan pour s’installer à Tanger. Il subit une opération chirurgicale sur son pied à l’hôpital anglais de la ville. 
Hadj Ahmed dirige une première école primaire située rue Annidame à Tanger, puis inaugure, le jour anniversaire de la fête du trône en 1941, une deuxième école technique celle-là, filiale de l’Institut Moulay Mehdi de Tétouan, dont il sera le directeur. L’année suivante, il crée une autre école primaire à la rue M’sallah.
En 1942, Hadj Ahmed se marie avec Lalla Saâdia Bent Mohamed Kadiri, nièce du Alem Abdellah Guennoun. Il est père de cinq garçons, à chacun d’eux il donne un prénom à connotation politique ou religieuse selon sa date de naissance. Mohamed Seddik est né le jour d’une fête religieuse. Nejm El Arab est né avec la création de la Ligue arabe. Salah Eddine est né lors de la division de la Palestine Azel Ouatane est né au début de la grande crise marocaine. Azel Maghrib est né avec le retour au Maroc du roi Mohammed V.
Dès novembre 1942, les nationalistes de la zone nord, sous occupation espagnole, réclament la libération et l’unification du pays sur les colonnes des journaux locaux, par des manifestations dans les rues des grandes villes et par un « Manifeste » qui est présenté au Khalifa du roi, Moulay Hassan Ben Mehdi et aux autorités espagnoles occupantes. Après une mésentente avec Mekki Naciri, Hadj Ahmed quitte provisoirement le domaine de l’enseignement et travaille dans le commerce, avec Thami Benjelloun durant quelques mois.
Après plusieurs négociations avec un représentant du gouvernement français, Hadj Ahmed accepte de retourner définitivement à Salé le 4 juillet 1946, en compagnie d’Abdeslam Bensaid.

### L’enseignant
À Salé, Hadj Ahmed Maâninou crée la première école nationale libre et moderne pour les filles seulement. Le local est offert par Abdelkrim Bouâllou et l’équipement est acheté grâce aux dons de personnalités salétines. Elle est inaugurée le 28 décembre 1946 par la princesse Lalla Aicha qui lui consacre son nom.
Hadj Ahmed intègre la fonction publique à compter du 1er avril 1967, au sein du ministère de l’Éducation nationale et des Beaux-Arts, en sa qualité de professeur chargé des cours d’arabe. 
Après un demi-siècle de labeur, comme éducateur, enseignant et directeur à Salé, Tétouan, Tanger et de nouveau à Salé, Hadj Ahmed prend sa retraite le 1er juillet 1972.
Hadj Ahmed, remet les clefs de cette école appartenant à la ville de Salé, au ministre des Habous avec obligation de la transformer, à vie, en école coranique moderne.
Hadj Ahmed est élu à l’unanimité président du Syndicat démocratique des enseignants lors de son congrès constitutif réuni à Casablanca le 5 mars 1967.

### Le politicien
En 1946, le congrès constitutif du « Hizb Achoura Wa Al Istiqlal » Parti démocratique de l'indépendance (PDI), en remplacement du MN, élit son bureau politique avec Mohamed Hassan Ouazzani secrétaire général et les membres Abdelkader Benjelloun, Hadj Ahmed Maâninou, Mohamed Moakite, Ibrahim Hilali, Ali Laraki, Mohamed Larbi Alaoui et Abdelhadi Chraibi.
« Comme son nom l’indique, le PDI est le parti démocratique marocain par excellence. Il est le champion de l’instauration au Maroc d’une démocratie au profit du peuple marocain. Pour le PDI la lutte nationale pour l’indépendance a toujours été et demeure inséparable du combat pour l’avènement de la démocratie dans le cadre d’une monarchie constitutionnelle … »
En août 1946, le PDI rejette toutes les réformes proposées par le résident général Eirik Labonne et s’oppose à la participation des nationalistes marocains au conseil du gouvernement.
Le PDI présente le mémoire du 23 septembre 1947 au gouvernement français qui propose de régler le problème franco-marocain sur la base de l’abrogation du protectorat, du recouvrement de la souveraineté nationale et de l’élection d’un conseil national dont la première tâche est de donner au Maroc une constitution sur la base d’une monarchie constitutionnelle. Hadj Ahmed est le correspondant régional du journal en langue arabe Arraye Alâme, porte-parole du PDI, et ce dès son apparition.
Hadj Ahmed est le correspondant du PDI auprès du roi Mohamed V. En 1952, malgré tous les obstacles qui entourent le roi, il lui remet une importante lettre de soutien de Abderrahman Azzam, président de la Ligue arabe.
Hadj Ahmed intervient auprès du consulat des États-Unis à Rabat, en novembre 1952, pour obtenir les visas permettant aux représentants du PDI de participer à la réunion annuelle de l’ONU et défendre le droit du Maroc à l’Indépendance. Hadj Ahmed apporte le soutien nécessaire à Hachmi Taoud, au mois d’août 1952, chargé de la coordination militaire par « Le Comité de Libération des Pays du Maghreb ».

### Le résistant
Après l’arrestation des résistants de « La Cellule de Khémisset » dirigé par Hadj Ahmed Maâninou, il est arrêté puis jugé par le Tribunal militaire permanent à Casablanca pour complicité de détérioration volontaire des lignes téléphoniques. Il est condamné le 25 mai 1954 à dix-huit mois de prison ferme et à une amende de 100 000 francs. Le recours de ce jugement a été rejeté par décision du Tribunal de cassation permanent des Forces armées d’Alger le 22 juin suivant. De la prison agricole à Ain Moumen, Hadj Ahmed est en relation secrète avec la cellule de la résistance « Abou Bakr Assidik » de la ville Ouezzane ayant pour chef Abdeslam Rouijal.
À sa sortie de prison, le 28 février 1955, il reprend contact avec le représentant du PDI à Oued Zem, Mohamed Ben Bouchaib Mamdouh, qui dirige la cellule des combattants dénommée «La Voix de l’Union », responsable du soulèvement historique contre l’occupant français le 20 août 1955.
Après la libération et l’unification des zones marocaines sous protectorat français et espagnol, Hadj Ahmed participe à l’organisation de l’arrivée de centaines de résistants et des membres de l’armée de libération du Rif, qu’il accompagne au Palais à Rabat pour présenter leur allégeance au roi Mohamed V. Hadj Ahmed est élu, à l’unanimité, président de l’ « Organisation Démocratique de la Résistance et de la Libération » lors de son congrès constitutif réuni à Casablanca le 23 août 1959.

### Le démocrate
Hadj Ahmed Maâninou et les membres du bureau politique du PDI, sont reçus, à Saint-Germain-en-Laye, par le roi Mohamed V de retour en France de son exil forcé à Madagascar. Il est chargé, avec Ahmed Bensouda, de préparer le retour du roi, le 18 novembre 1955, en sécurisant la route de l’aéroport de Salé jusqu’à Bab Rouah à Rabat. Hadj Ahmed entame une tournée dans le Rif, pour finaliser l’accord de l’unification du PDI avec le parti « Le Maroc libre » dirigé par Mohamed Hamou Zerouh et Abdeslam Taoud, qui devient effectif en août 1956.
Hadj Ahmed est nommé, par le roi Mohamed V, membre du premier parlement marocain « Al Majlis Al Ouatani Al Istichari » ayant comme président Mehdi Ben Barka. En sa qualité de chef du groupe d’opposition, il adresse une question écrite au ministre de l’Intérieur pour l’interpeller sur le sort des disparus et des prisonniers politiques du PDI.
Hadj Ahmed intervient à plusieurs reprises auprès du procureur du Roi près la Cour suprême de Rabat Abdeslam Debbi pour soulever le problème des prisonniers du centre de détention « Dar bricha » à Tétouan et le sort des chefs des révoltes contre la dictature du parti de l’Istiqlal : Addi ou Bihi dans l’Atlas et Améziane Mohamed Selam dans le Rif.
En septembre 1959, Hadj Ahmed est réélu membre du bureau politique dirigé par Mohamed Hassan Ouazzazni, lors du congrès du PDI qui change de nom et devient : le Parti démocratique constitutionnel (PDC), « Hizb Addoustour Addimoukrati ».
Hadj Ahmed, au nom du PDC, et Abessamad Al Istiksa pour l’Union marocaine de la jeunesse démocratique participent au Caire en novembre 1960 au troisième « Congrès des Peuples africains ». Hadj Ahmed se réunit avec Mohamed Abdelkrim Khattabi et son frère M’Hamed et rencontre le président égyptien Gamal Abdel Nasser. 
Hadj Ahmed est nommé, par le roi Mohammed V, membre du Conseil constitutionnel. À la fin de la première réunion, le 18 novembre 1961, Hadj Ahmed pour le PDC et Mahjoubi Aherdane pour le Mouvement populaire annoncent le retrait immédiat des membres de ces deux partis politiques de ce conseil pour s’opposer aux agissements frauduleux des représentants du Parti de l’Istiqlal.

### Le Sage
En 1960, Hadj Ahmed Maâninou fait partie de la délégation officielle marocaine, dirigée par le ministre Mohamed Hassan Ouazzani, qui représente le Maroc à la conférence préparatoire des pays non-alignés au Caire, puis au Conseil de défense commune arabe au Caire.
Hadj Ahmed est membre fondateur de l’Union des Oulémas du Maroc « La Rabita » en 1960.
Le 20 mars 1963, le PDC forme avec le Mouvement Populaire et les Indépendants « Le Front de Défense des Institutions Constitutionnelles » (FDIC), autour d’un programme pour mettre le Maroc sur la voie de la Liberté, du Progrès et de la Justice.
Le 17 mai 1963, Hadj Ahmed est candidat à Salé aux élections parlementaires, mais les manœuvres frauduleuses qui ont entaché ces élections lui coupent la route.
Hadj Ahmed est décoré le 3 mars 1968 par le ministre de l’Éducation nationale Kacem Zhiri du « Wissam Al Arche » qui lui a été attribué par le roi Hassan II.
Hadj Ahmed est parmi les invités du roi Hassan II le 10 juillet 1970 au palais de Skhirate, quand le coup d’État militaire éclate, il échappe de justesse à la mort.
Le 16 mars 1973, Hadj Ahmed édite le premier numéro du journal Achoura, dont il est directeur. Il suspend immédiatement sa publication à la suite d'une mésentente avec quelques membres du bureau politique du PDC.
En 1975, Hadj Ahmed est membre de la délégation officielle du Maroc au pèlerinage, il présente une lettre personnelle au roi Faysal d’Arabie intitulée : Réclamations d’un hadj.
Le 3 juin 1977, Hadj Ahmed devient membre de  l’« Union des historiens arabes » dont le siège est à Bagdad. Lors du conseil national extraordinaire, réuni à Casablanca le 1er octobre 1978, juste après la mort de Mohamed Hassan.
Ouazzani, Hadj Ahmed est élu secrétaire général du PDC chargé avec les membres du bureau politique de préparer le congrès du parti.
En 1982, Hadj Ahmed prononce un discours à Al Hoceima à l’occasion du 100e anniversaire de la naissance d'Abdelkrim al-Khattabi, sur invitation du président de l’Association de la mer Méditerranée.

### L’écrivain
Journaliste, bibliographe, analyste et écrivain, Hadj Ahmed Maâninou ne cesse durant toute sa vie de mener, en parallèle à sa vie politique, une autre lutte avec sa plume en répondant à plus d’une dizaine de lettres par jour et en publiant des centaines d’articles en langue arabe, de tous genres, sur les colonnes des journaux et des revues du Maroc et des pays arabes.
Le 19 avril 1994, Hadj Ahmed adresse une lettre ouverte au ministre des Droits de l’homme, Omar Azziman, l’invitant à éclaircir l’opinion publique sur le sort des victimes et des disparus du PDI, durant les années de plomb allant de 1955 à l’année 1960.
Hadj Ahmed édite plus de vingt-deux livres.
Le 30 juillet 1993, Hadj Ahmed reçoit des mains du prince Sidi Mohamed le grand prix du Livre de l’année 1992.
Le 11 mai 2003, Hadj Ahmed Maaninou est décédé, dans son lit, à la suite d'une crise cardiaque. Le roi Mohammed VI adresse une lettre de condoléances à sa famille et prend en charge tous les frais de son enterrement. Son corps est inhumé à côté des tombeaux des chouhadas de Salé, au cimetière de Sidi Ben Acher.

## Œuvres (en langue arabe)
- Mémoires (en onze tomes)
- “Al Majliss Al Watani Al Istichari” et l’opposition démocratique de 1956 à 1959
- « Dar Bricha » ou l’histoire d’un kidnappé
- Les tortures politiques ou « Dar Bricha » II
- La famille Maâninou de Salé
- Les Poètes de Salé du XIVe siècle de l’Hégire (XIXe siècle)
- « Akhawates Assafae » : L’Organisation féminine du PDI
- Actions honorables de Mohamed Hassan Ouazzani
- Mohamed Hassan Ouazzani le combattant démocrate
- Le 10e anniversaire de feu Mohamed Hassan Ouazzani
- Mohamed Hassan Ouazzani, 9 années d'exil